# 二階堂ふみ
二階堂 ふみ（にかいどう ふみ、1994年〈平成6年〉9月21日 - ）は、日本の女優、タレント、写真家。
沖縄県那覇市出身。ソニー・ミュージックアーティスツ所属。夫はお笑いコンビメイプル超合金のカズレーザー。

## 経歴

### 生い立ち・デビュー
東京出身で和食の料理人の父と、沖縄出身の母の間に生まれる（2023年時点で父が障がい者の介護施設で働いていることを公表している）。幼い頃より映画好きの母に連れられて映画館へ足を運び、映画女優を志す。12歳の時にフリーペーパー『沖縄美少女図鑑』Vol.4掲載のグラビアでデビュー。そのグラビアが事務所の目に留まり、沖縄に駆けつけてスカウトされ芸能界入り。ローティーン向けファッション雑誌『ニコラ』の専属モデルを務めるなど、ファッションモデルとしてファッション誌や広告へ出演。

### 女優として
2007年にテレビドラマ『受験の神様』で女優としてデビュー。2008年12月、ソニーミュージックがプロデュースしたケータイ音楽ドラマ『DOR@MO』の1編『キミに歌ったラブソング』で初主演。2009年公開の役所広司初監督作品『ガマの油』でオーディションを経てヒロイン役に抜擢され劇場映画デビュー、「ポスト宮﨑あおい」として関係者の注目を集める。
沖縄と東京を行き来しつつ仕事をしていたが、高校進学を機に上京。2011年にはロックバンド神聖かまってちゃんを巡る若者たちを描いた青春映画『劇場版 神聖かまってちゃん ロックンロールは鳴り止まないっ』で映画初主演し、第3回TAMA映画賞最優秀新進女優賞ならびに第26回高崎映画祭最優秀助演女優賞を受賞。2012年に公開された園子温監督作品『ヒミズ』は2011年の第68回ヴェネツィア国際映画祭に出品され、最優秀新人賞にあたるマルチェロ・マストロヤンニ賞を共演の染谷将太ともに日本人初受賞する。翌2013年には映画『ヒミズ』『悪の教典』での演技により第36回日本アカデミー賞新人俳優賞を受賞、また出演映画3作品（『脳男』『地獄でなぜ悪い』『四十九日のレシピ』）での演技が評価され第35回ヨコハマ映画祭および第56回ブルーリボン賞にて助演女優賞を受賞。さらに、2012年9月には『平清盛』でNHK大河ドラマに初出演し、2013年3月には舞台『八犬伝』で初舞台に立つ。
高校3年生だった2012年から2013年にかけては複数の映画やテレビドラマの撮影で多忙を極めたことから、現役での大学受験を断念。撮影現場にも参考書を持ち込んで受験に備えると、2014年、一浪で慶應義塾大学総合政策学部にAO入試での合格を果たす。2020年10月、慶應大に7年生で在学中と報じられている。
2014年には映画『私の男』でこれからの活躍を期待する若手俳優に贈られるニューヨーク・アジア映画祭 (New York Asian Film Festival) ライジング・スター・アワードを日本人で3人目の受賞。また、日本映画テレビプロデューサー協会よりその年に最も活躍した将来有望な俳優に贈られる2015年エランドール賞新人賞も受賞した。
2016年1月より日本テレビ『ぐるぐるナインティナイン』の人気コーナー「グルメチキンレース・ゴチになります!」パート17にコーナー史上最年少の新メンバーとして出演し、同時にバラエティ番組へ初のレギュラー出演となった。出演を引き受けた理由について「知名度を広めたい、と思いまして…」と回答している。2017年のパート18にも引き続き出演し、「お芝居の方に集中させていただきたい」として同年11月23日放送分をもって卒業するまで2年間レギュラーを務める。
2016年9月23日に、日本テレビ系金曜ロードSHOW! 特別ドラマ企画『がっぱ先生!』でテレビドラマ初主演。
2018年放送のNHK大河ドラマ『西郷どん』では、西郷隆盛の2番目の妻で西郷が奄美大島に流刑となったときの島妻となる愛加那を好演し、西郷役の主演・鈴木亮平からは「感性のバケモノ」と称賛を受ける。
2018年公開の映画『リバーズ・エッジ』では豊かな乳房や尻を見せるフルヌードの濡れ場を熱演した。
2019年4月スタートの『ストロベリーナイト・サーガ』（フジテレビ）で連続ドラマ初主演。
2020年度前期放送の『エール』でNHK連続テレビ小説に初出演。「ぜひこの作品に携わりたい」としてヒロインオーディションに臨み、オーディションで見せた熱演と歌唱力により応募者2,082人の中から選出されて、作曲家古関裕而の妻・金子をモデルとするヒロイン・関内音を演じる。
2020年、『第71回NHK紅白歌合戦』で紅組司会を担当。
2023年11月28日に、映画『月』での演技が評価され、第48回報知映画賞 助演女優賞を受賞した。

### 作家、写真家活動
『JILLE』（双葉社）、『POPEYE』（マガジンハウス）、『NYLON JYAPAN』（カエルム）などのファッション誌に連載を持ち、『小説新潮』（新潮社）に小説形式での書評「只今 文筆修行中」を2014年から執筆・連載するなどの文筆活動も行い、2018年4月にはファッションモデルのモトーラ世理奈を被写体として写真集「月刊」シリーズの復刊となる『月刊モトーラ世理奈・夏 写真 二階堂ふみ』（小学館）を発表し、写真家としてもデビューを果たす。同年6月刊行の第2弾『月刊コムアイ・嘘 写真 二階堂ふみ』では、水曜日のカンパネラのメンバーで友人でもあるコムアイを、2021年10月「週刊プレイボーイ」創刊55周年号では山下智久の表紙・グラビアを、2025年発売の大原優乃の写真集『√25』でも撮影を担当した。

## 私生活
2025年8月10日、お笑いコンビ「メイプル超合金」のカズレーザーとの結婚を発表した。
2016年9月放送の日本テレビ制作『火曜サプライズ』で、好きな男性のタイプを聞かれて、カズレーザーの名を挙げており、2017年4月に同局制作の『DASHでイッテQ!行列のできるしゃべくり日テレ系人気番組No.1決定戦 2017春』で初共演した。

## 人物
憧れの俳優にブリジット・バルドーやジーナ・ローランズ、高峰秀子、スティーヴ・ブシェミを挙げている。
有村架純とは、東京の里山で休日を一緒に過ごすなどの交流があり仲がいい。
音楽は洋楽好きであるが、ももいろクローバーZのファンでもあり、「アイドルが好きなんじゃない、ももクロが好きなんです」と語っている。まだグループが無名だった、ももいろクローバー（改名前の名称、メンバーは6人）の頃からライブに足を運んでいる。
16歳の時に「ガラスの十代」を聴いてから光GENJIのファンであり、グッズを集めている。光GENJIのメンバーでは内海光司のファンであり、寝室の壁には大きな内海のタペストリーがかかっている。
2021年には、犬2匹、猫2匹、フェレット1匹、一時預かりの保護犬2匹の計7匹の動物と暮らしている。
一人っ子で、両親は二階堂が11歳のときに離婚している。

### 社会貢献活動
2015年に、フェレットを飼い始めたことをきっかけに動物愛護や環境保護に関心を持ち、2018年にぺスカタリアンとなる。2023年、動物性素材を使用しない、カポック（木の実）を用いたコートを発表し、サステナブルファッションの推進に貢献している。

## 受賞
- 2011年度
  - 第26回高崎映画祭 最優秀助演女優賞（『劇場版 神聖かまってちゃん ロックンロールは鳴り止まないっ』）
  - 第3回TAMA映画賞 最優秀新進女優賞（『劇場版 神聖かまってちゃん ロックンロールは鳴り止まないっ』）
  - 第16回日本インターネット映画大賞 ニューフェイスブレイク賞（『劇場版 神聖かまってちゃん　ロックンロールは鳴り止まないっ』、『指輪をはめたい』）
- 2012年度
  - 第68回ヴェネツィア国際映画祭 マルチェロ・マストロヤンニ賞〈新人賞〉（『ヒミズ』）
  - 第36回日本アカデミー賞 新人俳優賞（『ヒミズ』、『悪の教典』）[48]
  - 第17回日本インターネット映画大賞 主演女優賞（『ヒミズ』、『悪の教典』）
- 2013年度
  - 第35回ヨコハマ映画祭 最優秀助演女優賞（『地獄でなぜ悪い』、『四十九日のレシピ』、『脳男』）[49]
  - 第56回ブルーリボン賞  最優秀助演女優賞（『脳男』、『地獄でなぜ悪い』、『四十九日のレシピ』）[50]
  - 第23回東京スポーツ映画大賞 助演女優賞（『地獄でなぜ悪い』、『四十九日のレシピ』）
- 2014年度
  - 第38回日本アカデミー賞 優秀主演女優賞（『私の男』）[51]
  - 第6回TAMA映画賞 最優秀女優賞（『私の男』）
  - 第13回ニューヨーク・アジア映画祭 ライジングスター・アワード（『私の男』）[52]
  - 第39回エランドール賞 新人賞[53]
  - 第24回日本映画プロフェッショナル大賞 主演女優賞（『私の男』『ほとりの朔子』）[54]
- 2019年度
  - 第43回日本アカデミー賞 優秀主演女優賞（『翔んで埼玉』）、優秀助演女優賞（『人間失格 太宰治と3人の女たち』）[55]
- 2020年度
  - 第106回ザテレビジョンドラマアカデミー賞 助演女優賞（『エール』）[56]
  - 第29回橋田賞[57]
  - 第24回日刊スポーツ・ドラマグランプリ 助演女優賞（『エール』） [58]
- 2023年度
  - 第48回報知映画賞 助演女優賞（『月』）[33]
  - 第36回日刊スポーツ映画大賞・石原裕次郎賞 助演女優賞（『月』）[59]
  - 第97回キネマ旬報ベスト・テン 助演女優賞（『月』）[60]

## 出演
太字は主演

### 映画
- ガマの油（2009年6月6日、ファントム・フィルム、監督・役所広司） - 光 役
- キミに歌ったラブソング（2009年6月27日、モンスター☆ウルトラ、監督・前田哲） - フーコ 役[注 4]
- そらそい（2009年制作、監督・石井克人） - フー女子 役[注 5]
- 8ミリメートル（2010年2月27日、ソニー・ミュージックエンタテインメント、監督・岩田ユキ） - 猫のミーコ 役[注 6]
- 劇場版 神聖かまってちゃん ロックンロールは鳴り止まないっ（2011年4月2日、SPOTTED PRODUCTIONS、監督・入江悠） - 主演・成田美知子 役
- 指輪をはめたい（2011年11月19日、ギャガ / キノフィルムズ、監督・岩田ユキ） - エミ 役
- ヒミズ（2012年1月14日、ギャガ、監督・園子温） - 主演・茶沢景子 役
- 王様とボク（2012年9月22日、ユナイテッドエンタテインメント、監督・前田哲） - キエ 役
- 悪の教典（2012年11月10日、東宝、監督・三池崇史） - 片桐怜花 役
- 脳男（2013年2月9日、東宝、監督・瀧本智行） - 緑川紀子 役[61]
- 地獄でなぜ悪い（2013年9月28日、キングレコード / ティ・ジョイ、監督・園子温） - ヒロイン・武藤ミツコ 役
- 四十九日のレシピ（2013年11月9日、ギャガ、監督・タナダユキ） - イモ 役
- ほとりの朔子（2014年1月18日、和エンタテインメント、監督・深田晃司） - 主演・朔子 役[注 7][62][63]
- 私の男（2014年6月14日、日活、監督・熊切和嘉） - 主演・腐野花 役[64][65]
- 渇き。（2014年6月27日、ギャガ、監督・中島哲也） - 遠藤那美 役[66]
- 日々ロック（2014年11月22日、松竹、監督・入江悠） - ヒロイン・宇田川咲 役[67][68]
- 味園ユニバース（2015年2月14日、ギャガ、監督・山下敦弘） - ヒロイン・佐藤カスミ 役[69]
- ジヌよさらば〜かむろば村へ〜（2015年4月4日、キノフィルムズ、監督・松尾スズキ） - 青葉 役[70]
- この国の空（2015年8月8日、ファントム・フィルム / KATSU-do、監督・荒井晴彦） - 主演・田口里子 役[71][72]
- 蜜のあわれ（2016年4月1日、ファントム・フィルム、監督・石井岳龍） - 主演・赤子 役[73]
- オオカミ少女と黒王子（2016年5月28日、ワーナー・ブラザース、監督・廣木隆一） - 主演・篠原エリカ 役（山﨑賢人とW主演）[74]
- ふきげんな過去（2016年6月25日、東京テアトル、監督・前田司郎） - 主演・果子 役（小泉今日子とW主演）[75]
- SCOOP!（2016年10月1日、東宝、監督・大根仁） - ヒロイン・行川野火 役[76]
- 何者（2016年10月15日、東宝、監督・三浦大輔） - 小早川理香 役[77]
- リバーズ・エッジ（2018年2月16日、監督・行定勲） - 主演・ハルナ 役[78]
- いぬやしき（2018年4月20日、監督・佐藤信介） - 渡辺しおん 役[79]
- 翔んで埼玉（2019年2月22日、監督・武内英樹） - 主演・壇ノ浦百美 役（GACKTとW主演）[80]
  - 翔んで埼玉 〜琵琶湖より愛をこめて〜（2023年11月23日、東映）[81][82]
- 人間失格 太宰治と3人の女たち（2019年9月13日、監督・蜷川実花） - 山崎富栄 役[83]
- 生理ちゃん（2019年11月8日、監督・品田俊介） - 主演・ 米田青子 役[84]
- 糸（2020年8月21日[注 8]、東宝、監督・瀬々敬久） - 山田利子 役[86]
- ばるぼら（2020年11月20日、監督・手塚眞 ） - 主演・ばるぼら 役（稲垣吾郎とW主演）[87][88]
- 大怪獣のあとしまつ（2022年2月4日、東映 / 松竹） - サヨコ 役
- 月（2023年10月13日、監督・石井裕也） - 陽子 役[89]
- 遠い山なみの光（2025年9月5日公開予定、監督・石川慶） - 佐知子 役[90][91]

### テレビドラマ
- 受験の神様 第1話（2007年7月14日、日本テレビ） - 冒頭女子児童 役
- 私の"だんだん" 「文香の祈り」（2009年3月20日、NHK総合） - 文香 役[注 9]
- 熱海の捜査官（2010年7月30日 - 9月17日、テレビ朝日） - 甘利レミー 役
- トライ・エイジ〜三世代の挑戦〜 第2夜 金田一家三代の物語（2011年2月10日、NHK BShi） - 知里幸恵 役
- テンペスト（2011年7月17日 - 9月18日、NHK BSプレミアム） - 思戸 役
- 未来日記-ANOTHER:WORLD-（2012年4月21日 - 6月30日、フジテレビ） - 不破めぐみ 役
- 大河ドラマ（NHK総合）
  - 平清盛 第36話 - 最終話（2012年9月16日 - 12月23日） - 平徳子 役
  - 軍師官兵衛 第31話 - 最終話（2014年8月3日 - 12月21日） - 淀（茶々） 役[92]
  - 西郷どん（2018年1月 - 12月） - 愛加那 役[93]
- Woman（2013年7月3日 - 9月11日、日本テレビ） - 植杉栞 役
- 東野圭吾「変身」（2014年7月27日 - 8月24日、WOWOW） - ヒロイン・葉村恵 役[94]
- 遠い約束〜星になったこどもたち〜（2014年8月25日、TBS） - ヒロイン・水野有希子 役[95]
- 問題のあるレストラン（2015年1月15日 - 3月19日、フジテレビ） - 新田結実 役
- そして、誰もいなくなった（2016年7月 - 9月、日本テレビ） - ヒロイン・倉元早苗 役[96]
- 金曜ロードSHOW! 特別ドラマ企画『がっぱ先生!』（2016年9月23日、日本テレビ） - 主演・村本愛子 役[25]
- トーキョー・ミッドナイト・ラン（2016年12月22日、フジテレビ） - 主演・ナオ 役[97]
- しあわせの記憶（2017年1月8日、MBS・TBS） - 津島冬花 役 [98]
- 住住（2017年1月 - 3月、日本テレビ） - ヒロイン・二階堂ふみ 役
- もしもドラマ がんこちゃんは大学生（2017年3月6日 - 9日、NHK Eテレ） - 主演・がんこちゃん 役
- フランケンシュタインの恋（2017年4月23日 - 6月、日本テレビ） - ヒロイン・津軽継実 役[99]
- 刑事ゆがみ 第8話（2017年11月30日、フジテレビ） - 石崎春菜 役
- 日曜プライム・探偵物語（2018年4月、テレビ朝日） - 主演・新井直美 役（斎藤工とのダブル主演）[100]
- この世界の片隅に（2018年7月 - 9月、TBS） - 白木リン 役[101]
- ストロベリーナイト・サーガ（2019年4月11日 - 6月20日、フジテレビ） - 主演・姫川玲子 役（亀梨和也とのダブル主演）[28]
- 時効警察はじめました 最終話（2019年12月6日、テレビ朝日） - 朝霞鈴音 役[102]
- 連続テレビ小説 エール（2020年3月30日 - 11月27日、NHK総合） - ヒロイン・関内音 役[103]
- プロミス・シンデレラ（2021年7月13日 - 9月14日、TBS） - 主演・桂木早梅 役[104]
- VIVANT（2023年7月16日 - 9月17日、TBS） - 柚木薫 役[105][106]
- Eye Love You（2024年1月23日 - 3月26日、TBS） - 主演・本宮侑里 役[107]
- シミュレーション 〜昭和16年夏の敗戦〜（2025年8月16日・17日、NHK総合） - 宇治田小百合 役[108]

### ウェブドラマ
- 宇宙一キテレツな授業ならココ! いちごゼミナール（2009年6月15日 - 7月6日、au LISMO Channel） - 腐女子フー 役
- 資生堂マキアージュ長編スペシャルフィルム『Snow Beauty』
  - Snow Beauty（2015年7月21日） - 雪女 役[109]
  - スノービューティー2016『逆さに降る雪』（2016年7月7日） - ユキ 役[110]
- 相鉄都心直通記念ムービー「100 YEARS TRAIN」（2019年11月28日、相模鉄道）[111][112]
- 短編映画「いまだったら言える気がする」（2020年4月24日、YouTubeチャンネル「ROBOT CONTENT LAB」） - ハナエ 役[113]
- SHOGUN 将軍（2024年2月27日 - 4月23日、FXP）- 落葉の方 役[114]

### テレビアニメ
- アオとキイ（2021年8月11日 - 13日、NHK Eテレ） - キイ 役[115]

### 吹き替え
- アダムス・ファミリー（2020年9月25日、パルコ） - ウェンズデー・アダムス 役[116]
  - アダムス・ファミリー2 アメリカ横断旅行!（2022年1月）[117]

### バラエティ
- タモリ倶楽部（2013年8月16日 - 23日、テレビ朝日） - 空耳アワード2013審査員[118]
- ぐるぐるナインティナイン（日本テレビ）
  - グルメチキンレース・ゴチになります!17（2016年1月2日 - 12月22日） - レギュラー[21]
  - グルメチキンレース・ゴチになります!18（2017年1月2日 - 12月21日[注 3]） - レギュラー[23][119]
- シャキーン!（2019年4月1日 - 、NHK Eテレ）「未来からきた先生」レギュラー[120]
- 乗馬Labo（2019年4月7日 - 、フジテレビ） - レギュラー[121]
- 徹子の部屋（2021年4月9日、テレビ朝日）[122]
- 突然ですが占ってもいいですか？（2021年12月22日、フジテレビ）[123]

### 音楽番組
- 第71回NHK紅白歌合戦（2020年12月31日、NHK総合・ラジオ第1） - 紅組司会[32]
- MUSIC GIFT 2025 ～あなたに贈ろう 希望の歌～（2025年8月9日、NHK総合）- 司会[124]

### ドキュメンタリー
- おさるのジョージ誕生秘話〜1735キロの大冒険〜（2017年8月12日、NHK BSプレミアム） - 番組ナビゲーター[125]
- 二階堂ふみの地球大好き! in ブルネイ（2020年1月1日、BS日テレ）
- おふみとかすみの休日（2021年7月4日、BSフジ） - 有村架純とともに出演[126]

### ラジオ
- ROCK WITH YOU（2015年4月4日 - 2016年12月25日、J-WAVE） - ナビゲーター

### 舞台
- M&Oplays「八犬伝」（2013年3月8日 - 4月14日、シアターコクーン / シアター・ドラマシティ / 刈谷市総合文化センター、演出・河原雅彦） - 浜路 役[注 10]
- M&Oplays「不道徳教室」（2013年5月29日 - 6月23日、KAAT神奈川芸術劇場 / シアタートラム、演出・岩松了） - 主演・須佐あかね 役（大森南朋とW主演）[注 11][127]
- 大人計画「不倫探偵〜最期の過ち〜」（2015年5月29日 - 7月5日、本多劇場 / サンケイホールブリーゼ、演出・松尾スズキ） - ホテトル嬢・キャンディ 役
- M&Oplays「鎌塚氏、腹におさめる」（2017年8月5日 - 9月18日、本多劇場 他、作・演出：倉持裕） - ヒロイン・綿小路チタル 役
- M&Oplays「鎌塚氏、羽を伸ばす」 (2022年7月17日 - 8月28日、本多劇場 他) - 綿小路チタル 役
- M＆Oplays「峠の我が家」（2024年10月25日 - 11月17日、本多劇場）[128]

### CM
- 積水ハウス 戸建て商品「Be ECORD」（2007年9月 - ）
- 湖池屋 ポテトチップス - 二階堂 役 
  - リッチコンソメ（2009年6月 - ）
  - のり塩（2010年2月 - ）
- 第一生命保険（2010年2月 - ）
- DeNA モバゲータウン「いい大人の、モバゲー」（2011年2月 - ） - ミカコ 役
- 月刊コミックゼノン 短編ドラマCMシリーズ 「心は憶えてる 篇」[注 12]（2011年3月 - ） - 兄を失った少女 役
- エコリカ（2011年10月 - ） - 謎の社長秘書 役
- 東京ガス「床暖房」（2012年9月 - ）[129]
- ロッテ「シャルロッテ・アイ」（2012年10月 - ）
- カゴメ「野菜生活100」（2012年11月 - ）
- NTT東日本「FLET'S光」「モンスターズ・シェアハウス」（2013年6月 - ） - 管理人の孫 役[130]
- 日本スポーツ振興センター「BIG最高10億円くじ」（2015年1月 - ）[131]
- サントリー「ほろよい」（2015年2月）
- ネオファースト生命保険（2015年）
- 資生堂
  - マキアージュ（2016年）
  - マジョリカマジョルカ（2018年 - ）
- Google「Android」（2016年2月 - ）[132]
- ユニクロ LifeWear（2016年8月 - ）[133]
- 森永乳業 濃密ギリシャヨーグルト パルテノ（2017年3月 - ）[134]
- サントリー食品インターナショナル デカビタC
  - デカビタC×ニンテンドー3DSソフト「マリオスポーツ スーパースターズ」（2017年4月 - ） - ピーチ姫役[135][136]
  - デカビタC×カプコン「モンスターハンター：ワールド」（2018年2月 - ）[137]
- Honda「FIT」（2017年6月）[138]
- 東洋水産 マルちゃん正麺カップ 焼そば・マルちゃん正麺カップ 汁なし担々麺（2019年4月 - ）[139][140]
- Indeed（2019年7月 - ）[141][142]
- J.Score（2019年7月）[143]
- KINTO（2020年4月）
- キリンビール キリン一番搾り（2020年5月 - ）[144]
- クラシエフーズ FRISK FRISK neo（フリスク ネオ）（2021年3月）[145]
- 花王
  - ビオレUV アクアリッチ（2021年3月）[146]
  - ロリエ（2022年 - ）
- サッポロホールディングス サッポロ GOLD STAR（2022年1月 - ）[147]
- セールスフォース Customer 360（2022年1月 - ）[148]
- 東急不動産
  - 「どこよりも早く」篇（2023年1月 - ）[149]
  - 環境に全力TOKYU FUDOSAN「宣言」篇（2024年9月30日 - ）[150]
  - 環境に全力TOKYU FUDOSAN「自然との共生」篇（2025年8月 - ）[151]
- アサヒ飲料 おいしい水（2025年3月 - ）[152]
- アサヒビール「アサヒ ザ・ビタリスト」（2025年4月 - ）[153]

### 広告
- 東急電鉄（2007年）
- デヴィッド・ボウイ 大回顧展『DAVID BOWIE is』（2017年、寺田倉庫G1ビル） - オフィシャルサポーター [154]

### ミュージック・ビデオ
- 光岡昌美「Hana」（2007年11月28日）
- ASIAN KUNG-FU GENERATION「新世紀のラブソング」（2009年12月2日）
- 忘れらんねえよ「忘れらんねえよ」（2012年3月7日）[注 13]
- 地球三兄弟「呼びにきたよ」（2012年11月28日）
- ゆず「守ってあげたい」（2013年11月13日） - 主演・ふゆ 役[155]

## 音楽

### 参加作品
- 小沢健二「アルペジオ (きっと魔法のトンネルの先)」（2018年2月14日） - Voiceで参加[156]

## 書籍

### フォトブック・写真集
- フォトブック「進級できるかな。」（2012年1月20日、講談社、ISBN 978-4062175036）[157]
- near, far 二階堂ふみ写真集（2015年12月11日、スペースシャワーネットワーク、ISBN 978-4907435769）[158]
- 「二階堂ふみ in エール」PHOTO BOOK（2020年3月30日、東京ニュース通信社、ISBN 978-4-86701-073-0）[159][160]

### 写真集（撮影）
- 月刊モトーラ世理奈・夏（2018年4月、小学館）ISBN 978-4-09-682268-5
- 月刊コムアイ・嘘 写真 二階堂ふみ（2018年6月22日、小学館）ISBN 978-4096822722
- 月刊萩花・躍 写真 二階堂ふみ（2019年9月27日、小学館）ISBN 978-4096823125
- 長澤茉里奈写真集 グッバイロリータ 撮影 二階堂ふみ（2019年11月15日、小学館）ISBN 978-4096823132
- 週刊プレイボーイ『号外』山下智久（2021年10月4日、集英社）ISBN 978-4-08-102336-3[161]
- 眞栄田郷敦写真集 A Beautiful Blink（2024年5月22日、講談社）
- 大原優乃写真集 √25（2025年2月7日発売予定、小学館）ISBN 978-4096824757[162]

### 雑誌連載
- ニコラ（新潮社） - 専属モデル
- JILLE（2012年6月号 - 2014年3月、双葉社）
- 「只今 文筆修行中」（『小説新潮』2014年10月号 - 不定期掲載、新潮社）

### フリーペーパー
- 沖縄美少女図鑑
- 別冊美少女図鑑